# Brzeźnik (Mazovie)
Pour les articles homonymes, voir Brzeźnik.
Brzeźnik (prononciation : [ˈbʐɛʑnik]) est un village polonais situé dans la gmina de Wierzbno dans le powiat de Węgrów et en voïvodie de Mazovie dans le centre-est de la Pologne.

## Histoire
De 1975 à 1998, le village appartenait administrativement à la voïvodie de Siedlce.